# 拉夫列諾夫角

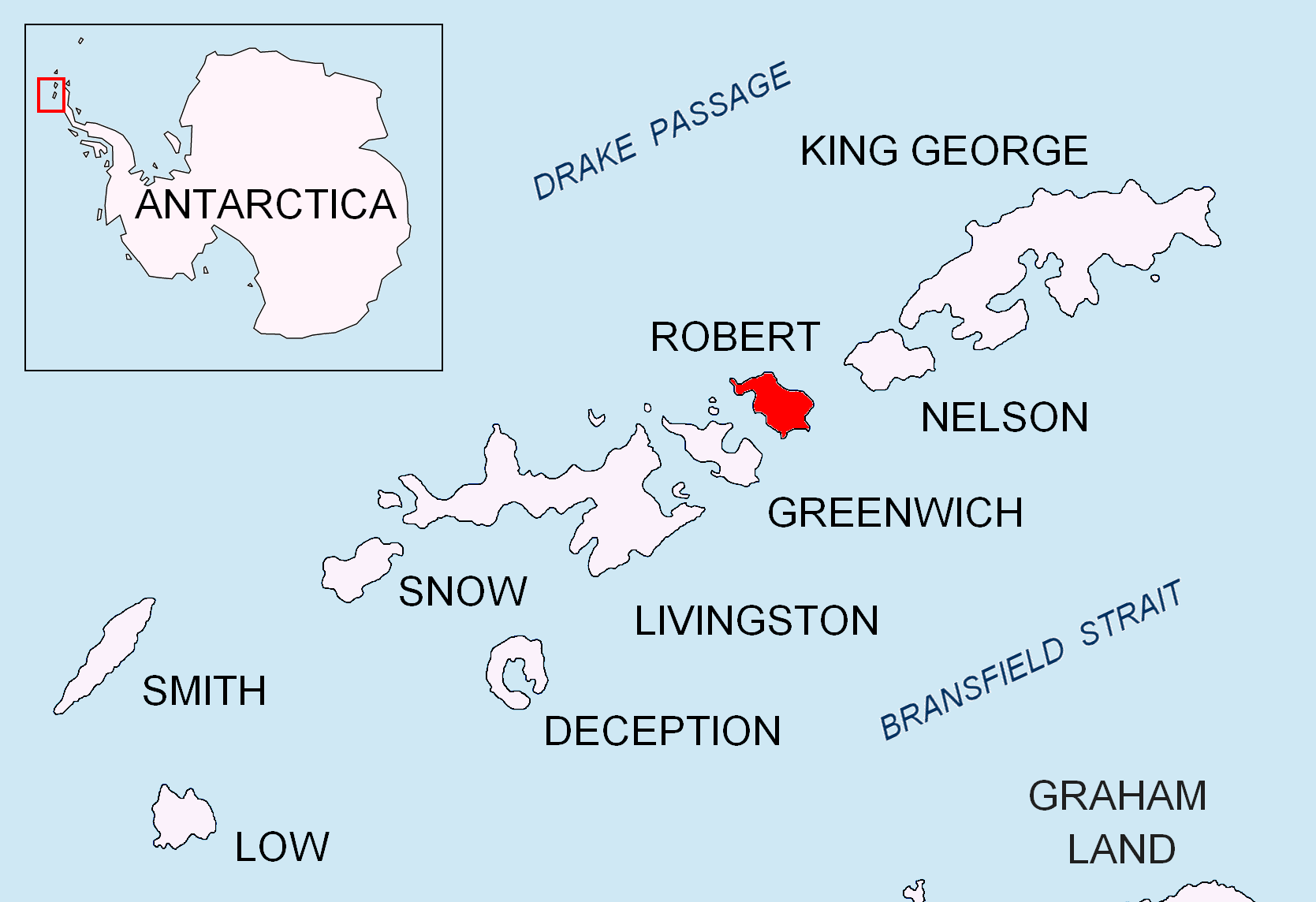

拉夫列諾夫角是南極洲的海岬，位於南設得蘭群島中羅伯特島的北岸，處於紐韋爾角以西2.7公里和卡塔里納角東南面2.6公里，以保加利亞的畫家命名。
62°20′14″S 59°34′26″W / 62.33722°S 59.57389°W

## 外部連結
- SCAR Composite Antarctic Gazetteer